# Centre pénitentiaire d'Avignon-Le Pontet
Le centre pénitentiaire d'Avignon-Le Pontet est une prison française située dans le département de Vaucluse en région Provence-Alpes-Côte d'Azur. Ce centre pénitentiaire peut accueillir jusqu'à 600 détenus.

## Histoire
Le centre pénitentiaire d'Avignon-Le Pontet est mis en service en 2003.

## Description
Le centre pénitentiaire d'Avignon-Le Pontet comprend plusieurs bâtiments : 2 bâtiments pour la maison d'arrêt, pour un total de 180 places, sur trois niveaux, un bâtiment de 180 places, sur quatre niveaux, un quartier de mineurs, de 20 places.

### Divers quartiers de détentions
Quartiers de détention - Maison d'arrêt pour hommes
Il est composé de 310 cellules, pour 374 places. Au début 2021, 481 personnes y étaient incarcérées, soit un taux d'occupation de 128,6 %.
Quartiers de détention - Maison d'arrêt pour hommes
Il est composé de 175 cellules, pour 180 places. Au début 2021, 164 personnes y étaient incarcérées, soit un taux d'occupation de 91,1 %.
Quartiers de détention - Mineurs hommes
Il est composé de 19 cellules, pour 20 places. Au début 2021, 10 personnes y étaient incarcérées, soit un taux d'occupation de 50,00 %.
Quartiers de détention -  Semi-liberté pour hommes
Il est composé de 41 cellules, pour 51 places. Au début 2021, 13 personnes y étaient incarcérées, soit un taux d'occupation de 25,50 %.

## Partenariat avec le Festival d'Avignon
En 2004, le centre pénitentiaire d'Avignon-Le Pontet signe un partenariat avec le Festival d'Avignon. Il permet l'organisation d'un ou deux spectacles au sein de la prison, et la sortie d'une partie des détenus, pour assister à un spectacle de la cour d'honneur du Palais des papes. A l'initiative d'Olivier Py, en 2014, un atelier théâtral est animé par Enzo Verdet.

## La prison dans l'art et la culture
En 2022, le troisième épisode de la série documentaire Prison[s], produite par France Télévisions, suit le quotidien de détenues de l'établissement dans l'un de ses épisodes. L'épisode est intitulé Jul et le quartier mineurs et est consacré à la thématique de l'incarcération des mineurs,.